# 酒醋房
酒醋房，隶属清朝内务府，负责皇室及宫内外膳房的动支、销算、日常领用酒醋酱菜等物之事。

## 历史
酒醋房是内务府的下属机构，设立于顺治十年，负责皇室及宫内外膳房的动支、销算、日常领用酒醋酱菜等物之事。《内务府册》载，“酒醋房，顺治十年设。在神武门内路西，连房二十有三楹，又别房十有四楹。”《内务府奏销档》载，“乾隆二十四年二月，将办理酒醋房事务首领太监等全行裁汰，派内管领二员办理。”

## 建筑
根据乾隆二十六年的《乾隆京城全图》载，酒醋房位于英华殿、寿安宫、寿康宫以西，长庚门外，其北依次为承乾宫值房、城隍庙。从《乾隆京城全图》中可见，酒醋房位于一排南北走向的连房中的最北部。这排连房北抵承乾宫值房以南，南达外果房以北，位于紫禁城西城墙和内金水河之间。这排连房是由多座连房连接而成。这排连房的东、西两侧均建有若干小房，各个机构通过东西走向的墙相互隔开，每个机构各自形成一个西到紫禁城西城墙，东到内金水河前，中间为数间连房，东、西两侧有若干小房的独立院落，每个院落都在东侧外墙上开门。
这排连房的最北部的机构是酒醋房，其南依次为兵丁饭房、菜库、钟粹宫值房、御膳值房、染匠房、养心殿值房、咸安宫饭房、永康门值房、寿康东宫饭房、奏事值房、乾清宫值房、寿康宫三所值房、筵宴值房、火班房、乾清宫值房、寿康宫值房、慈宁宫值房、慈宁宫门值房、寿康宫值房、寿康宫膳房值房、寿康宫清茶房、寿康宫值房、喇嘛房。这排连房的最南部没有标注占用机构，其东侧的一组建筑标为“广储司”。
西河沿区域的这排连房的遗址均受到严重破坏，特别是建筑基址大体在清朝道光年间被毁并彻底废弃，原址成为垃圾坑。西河沿区域的全部残留建筑自1950年代拆除后，该区域一直作为故宫博物院的料厂、木工厂、库房，场地堆放着许多木料及加工边角料，安全隐患严重。2016年，在西河沿区域建成并开放了故宫文物医院。